# Kon Ichikawa
Kon Ichikawa (20 de noviembre de 1915–13 de febrero de 2008) fue un destacado director de cine y guionista japonés. Maestro en varios géneros cinematográficos, iniciándose como animador en 1934. Conocido por sus filmes El arpa birmana (1956) premiada en el Festival de cine de Venecia, La llave (1959), ganadora del premio del jurado en el Festival de Cannes 1960, y el documental Las olimpíadas de Tokio (1967), premio BAFTA 1966. Colaboró estrechamente con su esposa, la guionista Natto Wada. Se le incluye, por algunos críticos de cine, entre los destacados directores japoneses Akira Kurosawa, Kenji Mizoguchi y Yasujirō Ozu.

## Biografía y carrera profesional
Nació en la ciudad de Ise, prefectura de Mie, Japón, recibiendo el nombre de Giichi Ichikawa. Ya en su primera edad escolar manifestó su talento para el diseño y la pintura, quedando muy impresionado cuando vio por primera vez en la pantalla, las películas animadas de Walt Disney. 
Decidido a orientar su vocación a la animación, se inscribió en una escuela técnica en Osaka, el Instituto Comercial Ichioka, para estudiar dicho oficio, graduándose como especialista en 1933, y obteniendo su primer trabajo en el departamento de animación de una naciente empresa local, el Estudio J. O. (Jenkins-Osawa).
Al año siguiente dirigió su primer trabajo, Kachikachi yama (1934), un filme de animación en blanco y negro, de 14 minutos.
En 1936 fue el camarógrafo y animador de Shinsetsu kachikachi yama (1936), otra película de animación.
Hay que hacer notar que las películas de animación no estaban orientadas a un público infantil, y eran más bien una muestra técnico-artística dirigida al público en general.
Su siguiente promoción laboral ocurrió en 1939, cuando trabajó como asistente de producción en el filme Hana-tsumi nikki (1939), del director Tamizo Ishida.
La empresa J. O. continuaba su crecimiento y a comienzos de la década de 1940 se fusionó con otras dos empresas formando la compañía Tōhō. 
Kon Ichikawa se trasladó a Tokio, sede de la nueva empresa. Fue allí donde conoció a Yumiko Mogi, una muchacha graduada en literatura inglesa, que trabajaba como traductora en la empresa.
Yumiko se transformaría no solo en su esposa, sino también en su colaboradora profesional, con el nombre Natto Wada, y sería quien escribiría los guiones de mayoría de sus películas realizadas de 1949 a 1965. Con ella tuvo dos hijos. 
El 7 de diciembre de 1941, Japón entró a la Segunda Guerra Mundial, pero Kon Ichikawa no fue reclutado por razones de salud y continuó trabajando en la empresa.
Sus próximos ascensos fueron en el filme Hyoroku yume-monogatari (1943) del director Nobuo Aoyagi, donde asumió el cargo de jefe de producción, y en Ai no sekai: Yamaneko Tomi no hanashi (1943) del mismo director, como asistente de dirección. 
Ya finalizada la guerra, dirigió su primer cortometraje animado En Musume Dojoji (1946) (Una niña en el templo dojo) de 20 minutos de duración, el cual fue prohibido por las autoridades de ocupación estadounidenses, con la motivación de ser «demasiado tradicional». Este cortometraje se extravió y solo volvió a aparecer muchos años después, para terminar en el archivo de la Cinemateca francesa. 
La empresa productora Toho se dividió y Kon Ichikawa continuó su carrera en una de las nuevas empresas, la productora Shintoho. Al año siguiente dirigió su primera película con actores, Toho senichi-ya (1947).
En abril de 1948 se casó con Natto Wada y al año siguiente dirigió Ningen moyo (1949), primer film con ella como guionista.
El mundo cinematográfico japonés también tuvo su período llamado “nueva ola japonesa” en la década de 1950, y varios directores comenzaron a ser conocidos en el mundo occidental, entre ellos Kon Ichikawa.
Para 1956 ya había dirigido unas 30 películas, entre ellas Nihonbashi (1956) su primer filme en color, cuando su obra El arpa birmana (1956) fue premiada en el Festival de cine de Venecia de 1956, y nominada al Óscar como Mejor película extranjera en 1957.
En los siguientes dos años realizó Enjo (1958) (Conflagración) y Nobi (1959) (Fuego en la llanura).
En 1960, su filme Kagi (1959) (La llave) ganó el Premio del jurado en el Festival de cine de Cannes, y el Globo de oro (compartido), como mejor película extranjera, entre otros premios. 
Al siguiente año, su filme Ototo (1960) recibió varios premios, entre ellos, la mención especial del Gran premio técnico, y la nominación al premio Palma de Oro del Festival de cine de Cannes. 
Realizaría, de 1961 a 1963, cinco películas más, entre las que destaca Yukinojo henge (1963) (La venganza de un actor).
En 1965 realizó el documental Las olimpíadas de Tokio (1965), que fue galardonado con el premio BAFTA. Esta sería la última colaboración de Natto Wada. 
Kon Ichikawa, en una entrevista manifestó: «A ella no le gusta la gramática de los filmes actuales, ni el método de presentación del material, dice que ya no hay sentimiento en ellos, que la gente ya no toma en serio el amor humano».
Ichikawa continuó su carrera fílmica realizando documentales y películas de animación, regresando nuevamente al género dramático con Ai futatabi (1971).
En 1973 dirigió un segmento del documental Visions of Eight (1973), sobre los Juegos Olímpicos de Múnich 1972, junto a otros destacados directores: Miloš Forman, Claude Lelouch, Yuri Ozerov, Arthur Penn, Michael Pfleghar, John Schlesinger y Mai Zetterling. 
En febrero de 1983 falleció su esposa Natto Wada, afectada de cáncer mamario. 
Durante la década de 1980 realizó 9 filmes, entre los cuales destaca Biruma no tategoto (1985), remake en color de su filme de 1956; contaba ya con 70 años de edad.
En 1993, dirigió su primera película para TV Shinjitsu ichiro (1993) (Los 47 ronin), un clásico histórico japonés.
En la última década de su vida, dirigió dos filmes para la TV: Tobo (2002), Musume no kekkon (2003) y un segmento de Yume jû-ya (2006). Su última obra fue Inugamike no ichizoku (2006).
Enfermo de neumonía, Kon Ichikawa falleció el 13 de febrero de 2008, en Tokio, a los 93 años de edad.

## Premios y distinciones
Premios Óscar
| Año  | Categoría                          | Película        | Resultado |
| ---- | ---------------------------------- | --------------- | --------- |
| 1957 | Mejor película de habla no inglesa | El arpa birmana | Nominado  |

Festival Internacional de Cine de Cannes
| Año  | Categoría              | Película | Resultado |
| ---- | ---------------------- | -------- | --------- |
| 1960 | Gran Premio del Jurado | Kagi     | Ganador   |

Festival Internacional de Cine de Venecia
| Año  | Categoría         | Película        | Resultado |
| ---- | ----------------- | --------------- | --------- |
| 1956 | Mención especial  | El arpa birmana | Ganador   |
| 1956 | Premio San Jorge  | El arpa birmana | Ganador   |
| 1956 | Mención honorable | El arpa birmana | Ganador   |